# اسحق‌آباد (کاشان)
اسحق‌آباد، روستایی از توابع بخش نیاسر شهرستان کاشان در استان اصفهان ایران است.

## جمعیت
این روستای بکر و خوش آب و هوا در دهستان نیاسر قرار دارد و براساس سرشماری مرکز آمار ایران در سال ۱۳۸۵، جمعیت آن ۳۰۰ نفر (۱۱۰خانوار) بوده‌است.